# Římskokatolická farnost Roprachtice

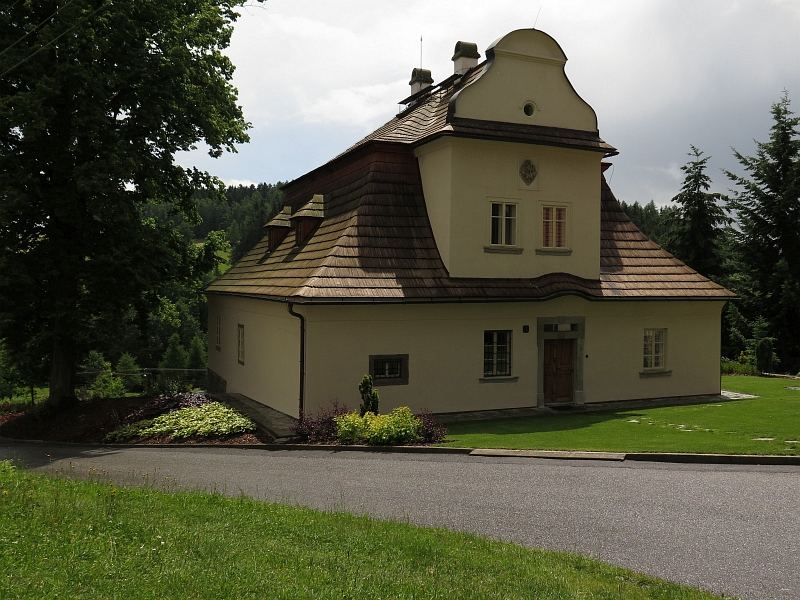
Bývalé sídlo farního úřadu

Římskokatolická farnost Roprachtice je církevní správní jednotka sdružující římské katolíky na území obce Roprachtice a v jejím okolí. Organizačně spadá do turnovského vikariátu, který je jedním z 10 vikariátů litoměřické diecéze.

## Historie farnosti
V letech 1352–1425 byla v místě plebánie, která zanikla za husitských válek. Od roku 1755 jsou Roprachtice samostatnou farností. Od roku 1755 jsou vedeny matriky.

### Duchovní správcové vedoucí farnost
Začátek působnosti jmenovaného v duchovní správě farnosti od:
- 1392   Martinus
- 1395   Georgius
- Petrus, † 1413
- Joannes z Brodu
- 1425   Petrus
- 1765   Franc. Finkor, † 27. 3. 1789
- 1788   Franc. Strnad, † 12. 3. 1819
- 1819   Jos. Patoczka, n. 3. 3. 1752, Hochstadt. A. I., o. 1. 6. 1776, † 10. 5. 1826
- 1826   Ambr. Tepper, n. 29. 10. 1784, Ferrobrod., o. 30. 8. 1808, † 25. 12. 1830
- 1831   Jos. Nečasek, n. 25. 2. 1794 Hochstadt. A. I., o. 23. 8. 1818
- 1839   Jos. Seliger, n. 13. 7. 1793 Bukholz., o. 24. 8. 1820, † 12. 11. 1890
- 1845   Ign. Hujer, n. 6. 11. 1798 Bzí, o. 7. 9. 1823, † 31. 5. 1852
- 1853   Wenc. Forman, n. 5. 10. 1810 Liběšice, o 25. 7. 1835, † 22. 3. 1889
- 1877   Emman. Zdobinský, n. 24. 12. 1824 Bukovina, o. 4. 7. 1848, † 25. 2. 1905
- 1885   par. vacat, admin. interc. Joann. Přibil
- 1886   Jos. Čermák, n. 22. 10. 1840 Leskov, o. 15. 7. 1868, † 15. 1. 1916
- 1905   Jos. Knies, n. 4. 1. 1863 Vienna, o. 5. 7. 1885, † 26. 11. 1928
- 1928   par. vacat, admin. interc. Joann. Švab
- 1930   Thomas Hlaváč, n. 9. 2. 1893 Stražovice, o. 22. 6. 1919, † 8. 9. 1973
- 1. 2. 1934   par. vacat, admin. excurr. Jan Fornůsek
- 1939   par. vacat, admin. excurr. Jindřich Bsumek
- 1. 6. 1941     Alois Liehmann
- 1. 5.  1960  Bohuslav Skácel
- 15. 11. 1963 Jindřich Bsumek
- 1. 9.  1994  Štefan Pilarčík
- 1. 7.  1998  Karel Červený
- 1. 10. 1999 Jaroslav Gajdošík, admin. exc. ze Semil[2]

Kromě kněží stojících v čele farnosti, působili ve farnosti v průběhu její historie i jiní kněží. Většinou pracovali jako farní vikáři, kaplani, katecheté, výpomocní duchovní aj.

## Území farnosti
Do farnosti náleží území obce:
- Helkovice[1]
- Jilem[1]
- Přívlaka (Pschiwlak, varianta  Přiwlak[3])[p 2]
- Roprachtice[1] (Ruppersdorf)[p 2]
- Škodějov (Schkodejow, varianta Škodějow[3])[p 2]

## Římskokatolické sakrální stavby a místa kultu na území farnosti
| | Fotografie | Stavba                     | Místo       | Bohoslužby                      | Zeměpisné souřadnice             | Status       | Číslo kulturní památky                       |
| Kostel | Kostel     | Kostel                     | Kostel      | Kostel                          | Kostel                           | Kostel       | Kostel                                       |
| --- | ---------- | -------------------------- | ----------- | ------------------------------- | -------------------------------- | ------------ | -------------------------------------------- |
| 1. |            | Kostel Nejsvětější Trojice | Roprachtice | bližší informace o bohoslužbách | 50°38′48″ s. š., 15°24′59″ v. d. | farní kostel | 45590/6-2762 (Pk•MIS•Sez•Obr•WD) (Q24045330) |
| Některé drobné sakrální stavby a pamětihodnosti lze dohledat zde v databázi Drobné sakrální památky Zaniklé sakrální stavby lze dohledat zde v databázi Poškozené a zničené kostely, kaple a synagogy v České republice |            |                            |             |                                 |                                  |              |                                              |

Ve farnosti se mohou nacházet i další drobné sakrální stavby, místa římskokatolického kultu a pamětihodnosti, které neobsahuje tato tabulka.

## Příslušnost k farnímu obvodu
Z důvodu efektivity duchovní správy byl vytvořen farní obvod (kolatura) farnosti Semily, jehož součástí je i farnost Roprachtice, která je tak spravována excurrendo.

## Galerie

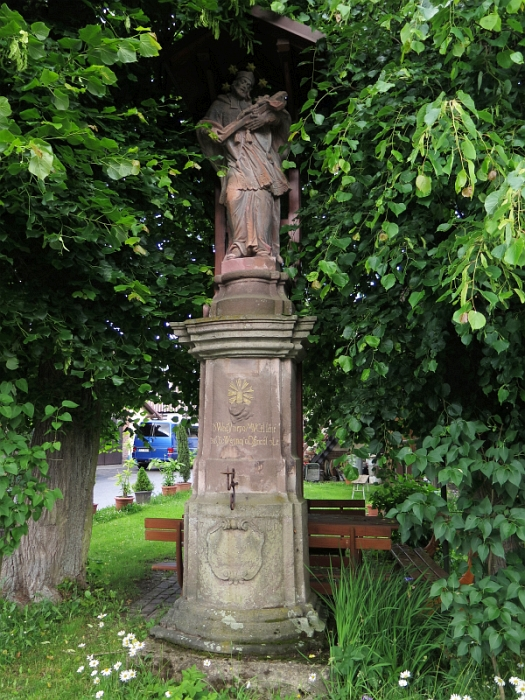
Socha sv. Jana Nepomuckého v Roprachticích